# Elbphilharmonie
Elbphilharmonie er en koncertsal i Hamborgs Hafen City, der blev indviet 11. januar 2017. Huset er tegnet af det schweiziske arkitektfirma Herzog & de Meuron. Udover tre koncertsale rummer bygningen hotel, restauranter, boliger og parkeringshus samt en offentligt tilgængelig udsigtsplatform. Byggeriet begyndte i 2007, forventedes afsluttet i 2010 og havde et budget på 272 mio. EUR. Huset afleveredes med mere end seks års forsinkelse, mens prisen i mellemtiden var steget til 866 mio. EUR.  Fra begyndelsen var målet, et nyt vartegn for byen og skabe et kulturelt fyrtårn for alle byens borgere.
Der er en stor koncertsal med 2150 siddepladser, en lille sal med 550 pladser og den tredje sal, det såkaldte Kaistudio, med 170 siddepladser. Mellem murstenssokkelen og glasfacaden befinder der sig i en højde af 37 meter den offentlig tilgængelige udsigtsplatform Plaza. Den benyttes som tilgangsområde for koncertsalenes opholdsrum (foyer), til hotellet og lejlighederne.

## Galleri
- Belysning foropening ceremoni (januar 2017)
- 2015
- 2014
- 2013
- 2011
- 2010
- 2008

- Wikimedia Commons har flere filer relateret til Elbphilharmonie